# Калоян Гешев
Калоян Гешев е български математик, ученик в 125 СУ „Боян Пенев“, град София.
На провелото се световно първенство по умствена скоростна математика (смятане наум) за деца до дванадесет години в град Билефелд, Германия през 2022 г. печели златния медал и световната титла. На тази олимпиада момчето постига 2217 точки. Задачите Калоян Гешев решава за по-малко от два часа – събиране, изваждане, умножение, деление, квадратни корени, кубични корени, дроби, конвертиране на валута, преобразуване на мерни единици, изчисляване на календарни дати и много други. Той е разполагал само с лист за записване на отговорите. В състезанието участват 56 деца от 13 страни и за втори път от създаването си е спечелено от дете от Европа.
На 6 март 2023 г. Калоян Гешев успешно защитава световната си титла, като по този начин става двукратен световен шампион. Негови подгласници, съответно със сребърен и бронзов медал, са деца от Индия. Основен съперник на Калоян е индиецът Арун Шукла. Двамата имат изравнени резултати, но българското момче се налага, като решава финалната сложна задача само за 8 секунди. Финалната задача е 1302+442+62+32=18 881.
Калоян Гешев от София започва медийното си представяне в излъчвано по bTV предаване „България търси талант“ (2021). Тогава печели титлата „Tалант на България“, с водещи на предаването Александър Кадиев и Даниел Петканов. На този конкурс той печели голямата награда и без малко не поставя световен рекорд.
От 2024 г. Калоян Гешев вече е трикратен шампион по скоростно смятане наум. През 2025 г. момчето поставя на състезание в НБУ нов световен рекорд. Той успява да извърши 10 изчисления за 1 минута, 14 секунди и 25 стотни. Задачата, генерирана машинно е да се представят 10 петцифрени числа като сума на най-много четири числа на квадрат. Предишният рекорд от 2020 г. в тази дисциплина е бил 4 минути и 54 секунди.